# 椎津空荼毘
椎津空荼毘（しいづからだみ）は、千葉県市原市の姉崎地区椎津に伝承される盆行事である。

## 概要
一連の行事には、新盆の供養、悲運の城主の鎮魂、水難の死者の慰霊、疫病の流行の防除など、さまざまな意味が込められており、県内では類例のない貴重な民俗文化財である。

## 歴史
縁起は今からおよそ450年前まで遡る。
当時の椎津城主樵津小太郎義昌は、里見氏に属していた。義昌の生れは房州の那古で早くから両親と別れてしまった。また徳望が高く、慈悲心が深かった。妻は真里谷信篤の八女である輝代姫で17歳で嫁いできた。その際、守神として薬師如来を持ってきた。
それから3年がたった年、このあたりに疫病が流行して多くの人々が死んだので、義昌は平癒祈願のために駒ケ崎に薬師寺を建立した。
領民は城主義昌を親のように慕い、彼も領民を赤子のように労り、領内は常に平和であったが、1551年（天文21年）6月3日、北条氏康が二万人余りの兵を卒いて海陸両方面から椎津城を攻めた。義昌はこれに大敗したため、境川に沿って迎田、永藤を経て山谷へ逃げた。主従19人は山谷の地頭堂へたどり着いた。
矢傷刀傷を受けた義昌は「もうおしまいだ」と自殺をはかろうとした。しかし、妻はこれ留め「ここは刑場です。ここにて死する時は世間の人、あなたは刑されたと申しますよ。」としっかり手を握った。もともと「山谷」は「惨谷」の意味であり、昔の刑場の跡が多かった。そこで義昌は死を思い直した。その時、木間から燈火が見えたことで人の家があるかもしれないと思った。見つけた農家に行って3日程度隠れた後、高谷の延命寺に行ってさらに真里谷に行き再挙を計った。ただ、昔から「一将功成りて萬骨枯る」と言うように、今再挙すれば多くの犠牲者を出すということから最終的には農民となった。現在その辺りには椎津という姓があり又地名に椎津谷椎津くぼの名がある。
一方、椎津の方では「あの城主は何の便りも送ってこないないので恐らく戦死したであろう」と考えたため、5年後に漁民達は相談の結果、総左衛門、惣左衛門、五郎治、五郎兵衛、そして仁左衛門が発起人となり「せめても仮葬式なりとも行おう」として、現城主に配慮して、夜に行なう事とした。
現在は青年団の主催で端安寺にて萬燈を造り二本の長い綱を引き、その中に仮装の人が多く入り「そりやせ、こりやせ、じやらぼこ、じゃんじゃんじやん」と調子をとり薬師寺へ向い、途中八坂神社で盆踊りをした後、再び薬師へ向い、寺に着くと萬燈をこわす。その時人々は我先にとそのばれん貰い受け、家に持ち帰って門口にさして魔よけとした。萬燈の中には棺の仕度があり、ここで葬式の列をつくって棺をかつぎ、読経をし、うちわ太鼓をたたきながら端安寺に帰った。この寺には義昌両親の仮墓地があるためここの親の所に埋葬した。
- 2001年3月30日 - 千葉県無形民俗文化財認定[1]。